# Васильковская (станция метро)
«Василько́вская» (укр. «Василькі́вська»,  (слушать)о файле) — 49-я станция Киевского метрополитена. Расположена в Голосеевском районе, на Оболонско-Теремковской линии, между станциями «Голосеевская» и «Выставочный центр». Открыта 15 декабря 2010 года. До 27 декабря 2011 года была конечной. Названа по прилегающей к станции Васильковской улице. Пассажиропоток — 25,9 тыс. чел./сутки. С 13 декабря 2023 года по 12 сентября 2024 года в связи с разгерметизацией тоннеля на перегоне Лыбедская—Демиевская , станция принимала поезда курсирующие в режиме челнока по маршруту Демиевская—Теремки, с основной частью линии связь была прервана на время ремонта.

## Конструкция
Станция мелкого заложения. Подземный зал с островной посадочной платформой. Оформление станции выполнено в современном технологичном стиле. По продольной оси станции установлены «бульварные» фонари, в основании которых находятся скамейки для пассажиров. Платформа с обоих торцов соединена лестницами и лифтом для пассажиров с ограниченными возможностями с двумя подземными вестибюлями, совмещёнными с подземными переходами на Васильковской улице и Васильковской площади. Наземные вестибюли отсутствуют.

## Изображения

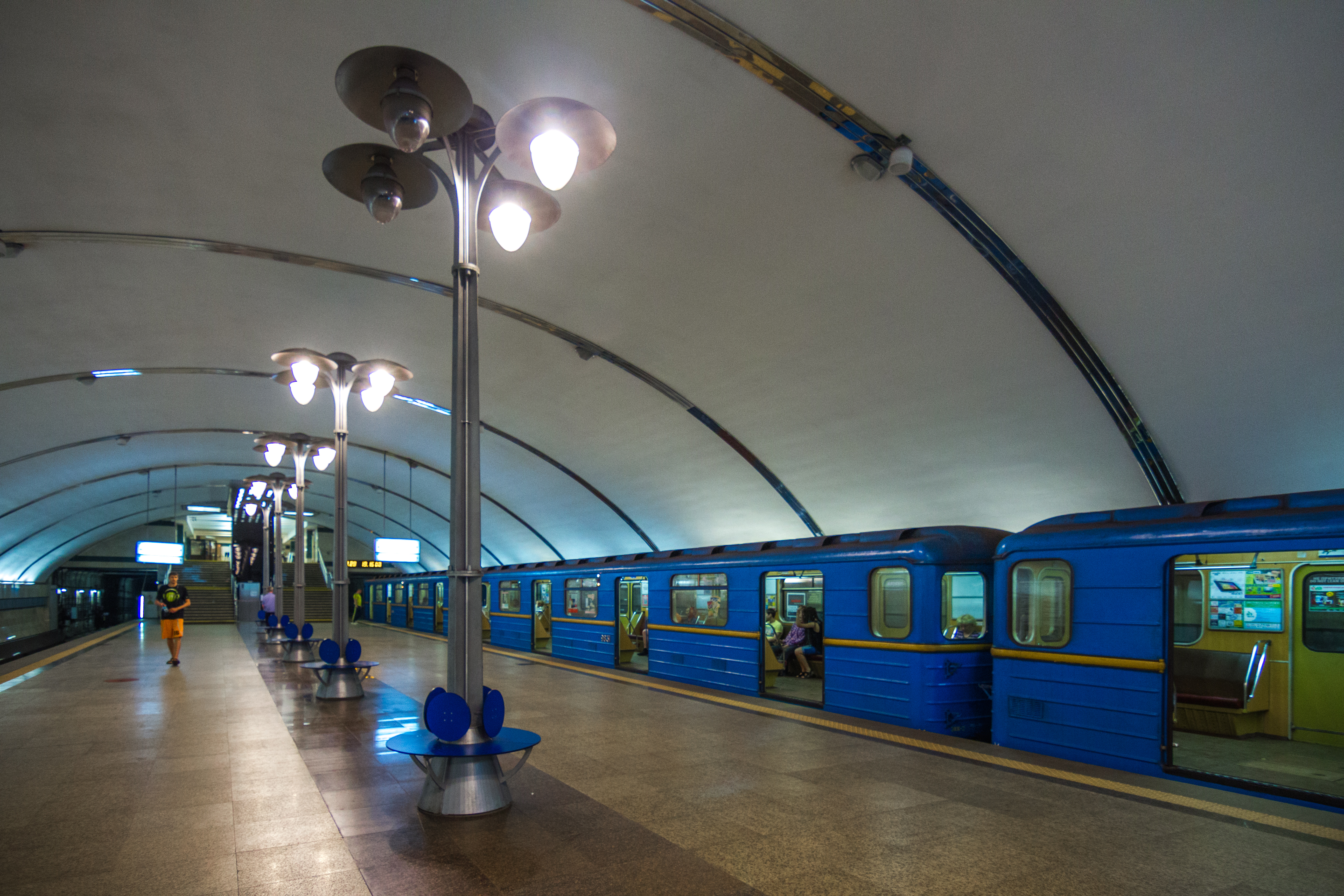
Зал станции
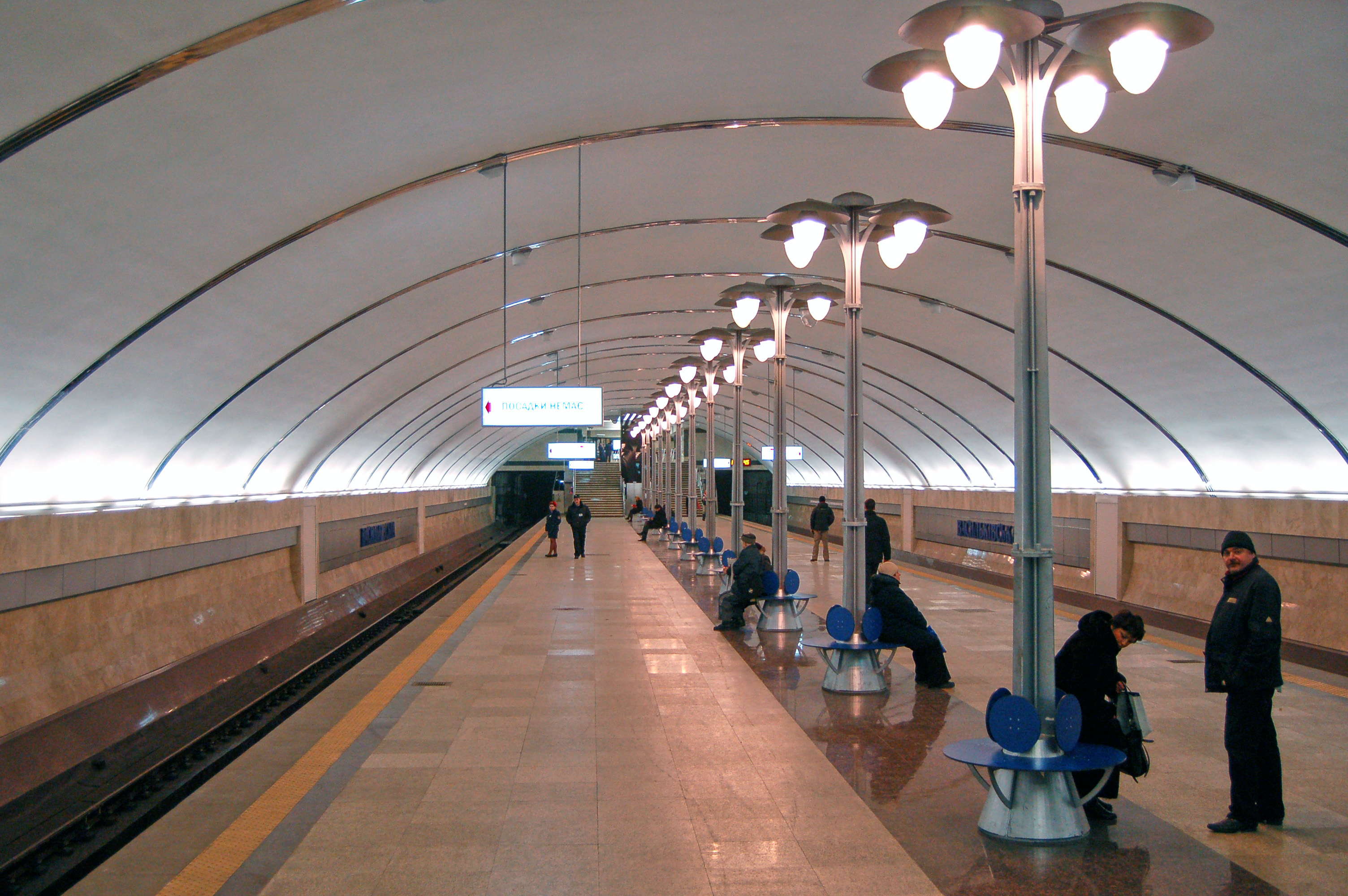
Платформа станции
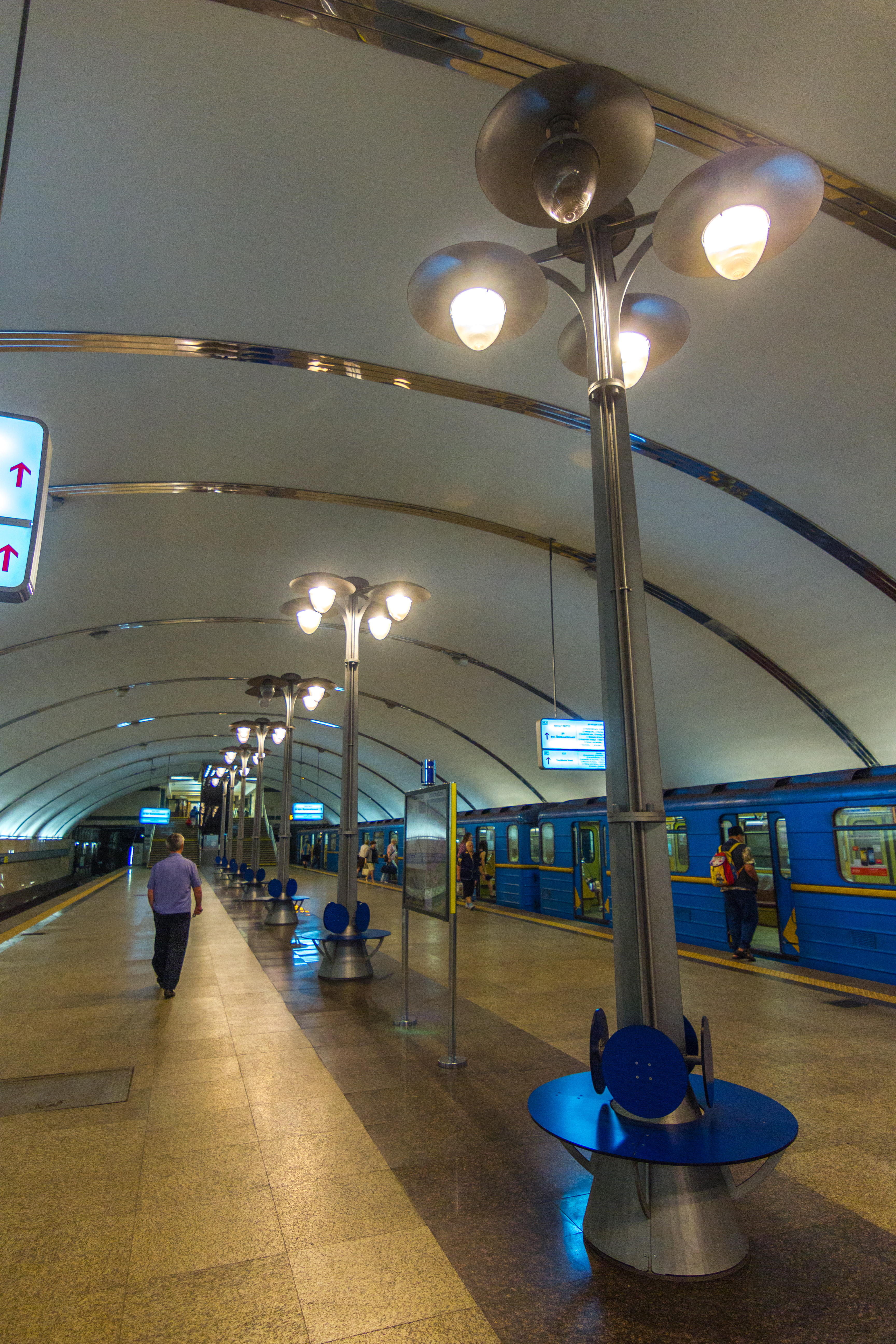
Светильники
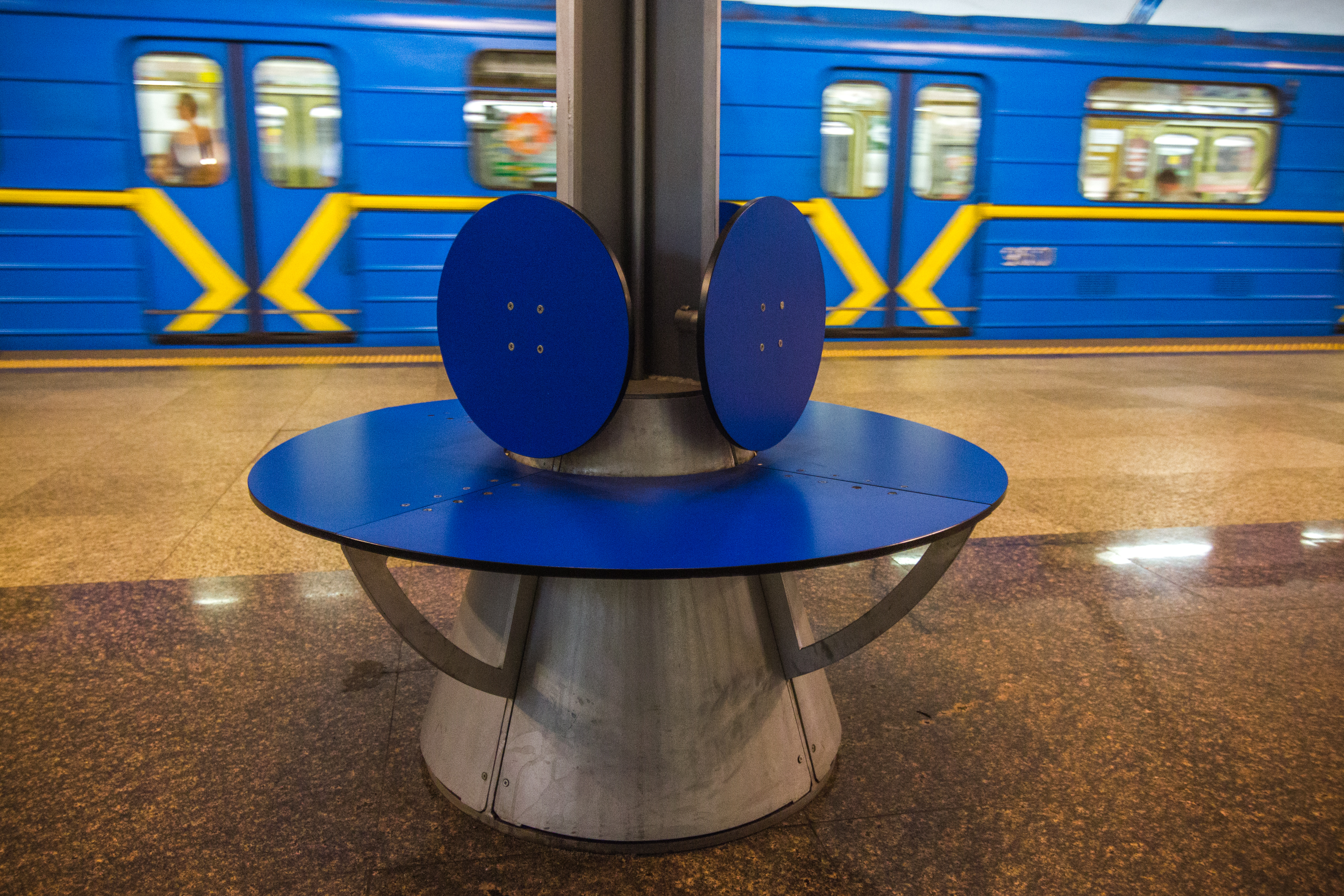
Скамейка
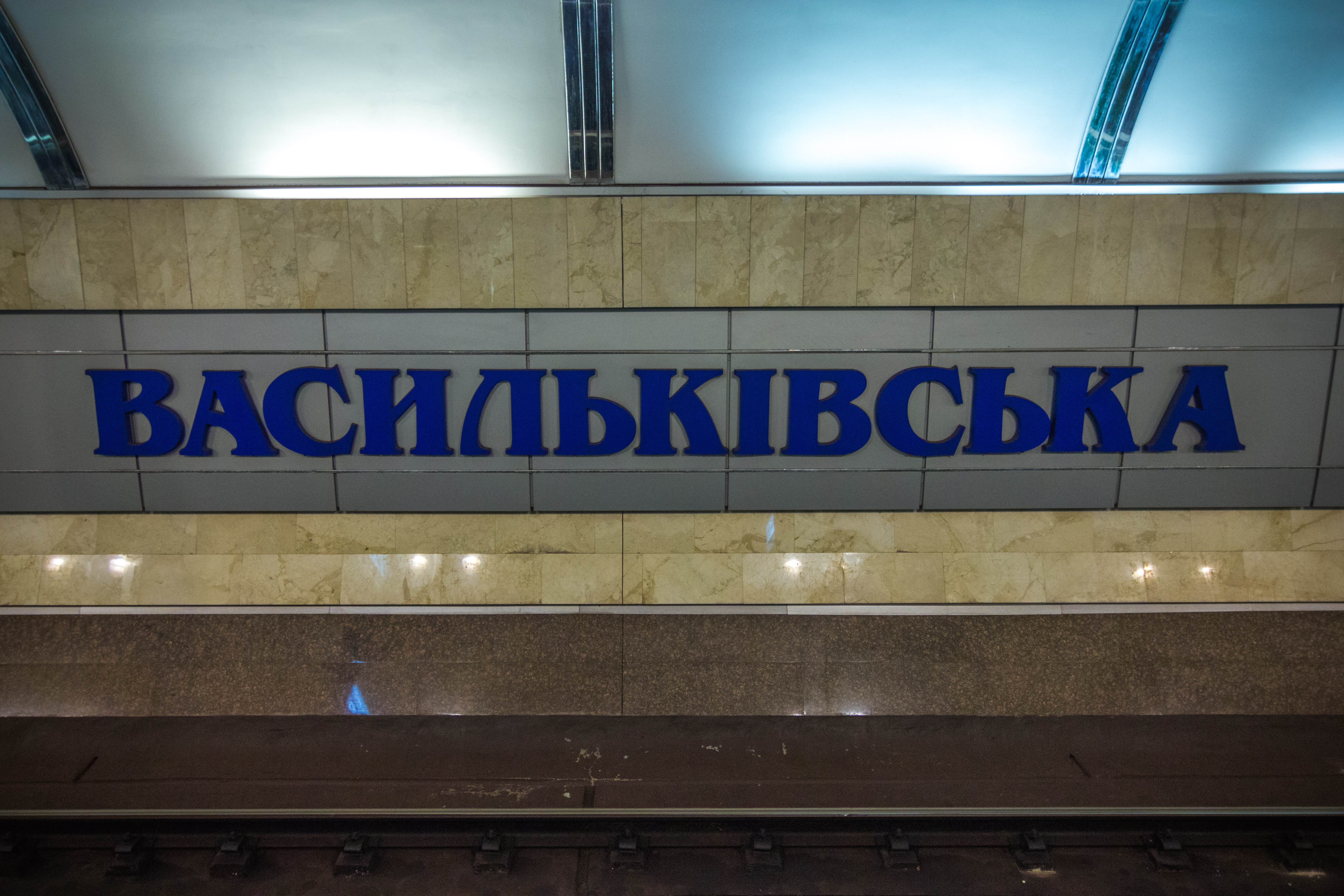
Название станции на путевой стене
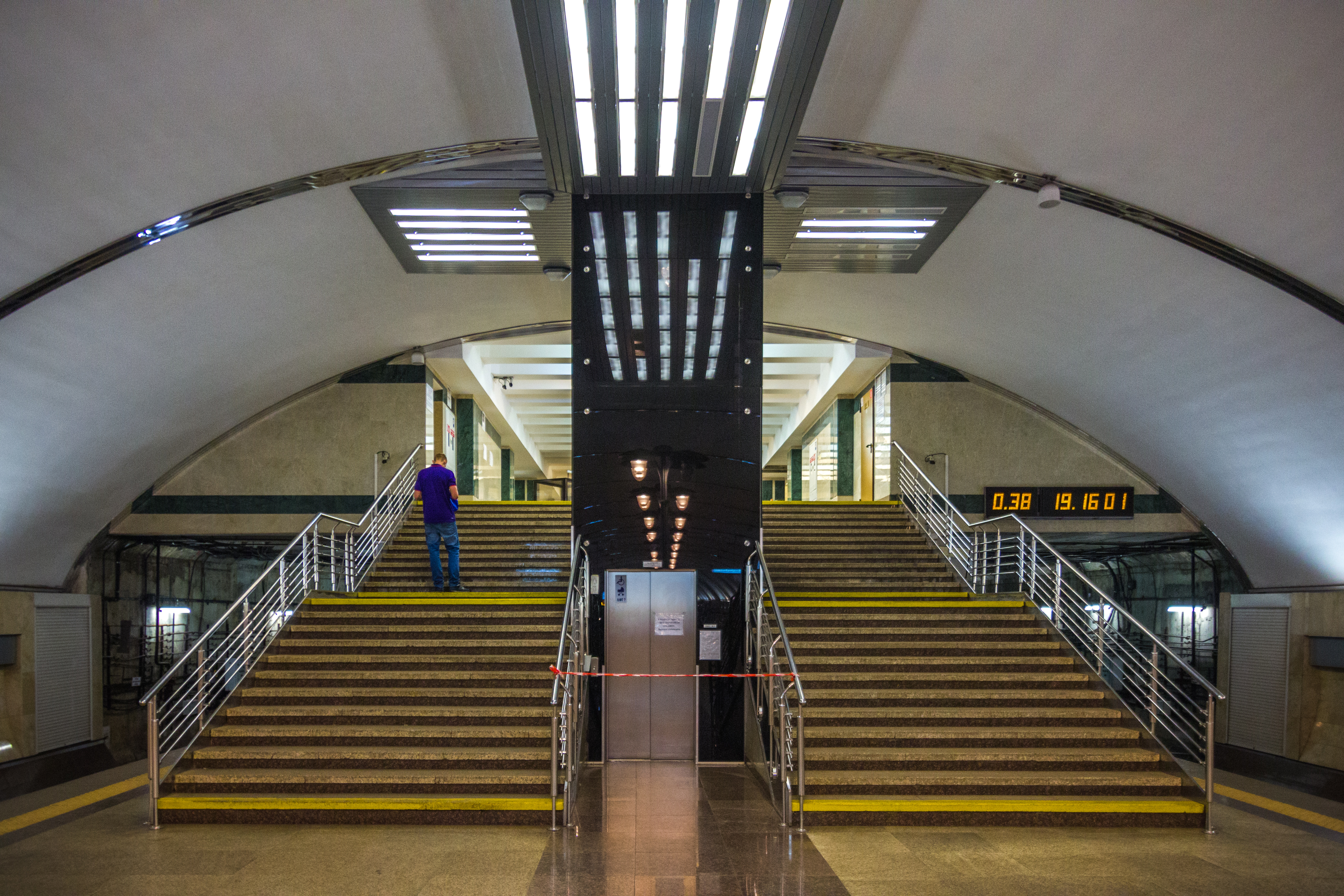
Лестница и лифт с платформы в кассовый зал
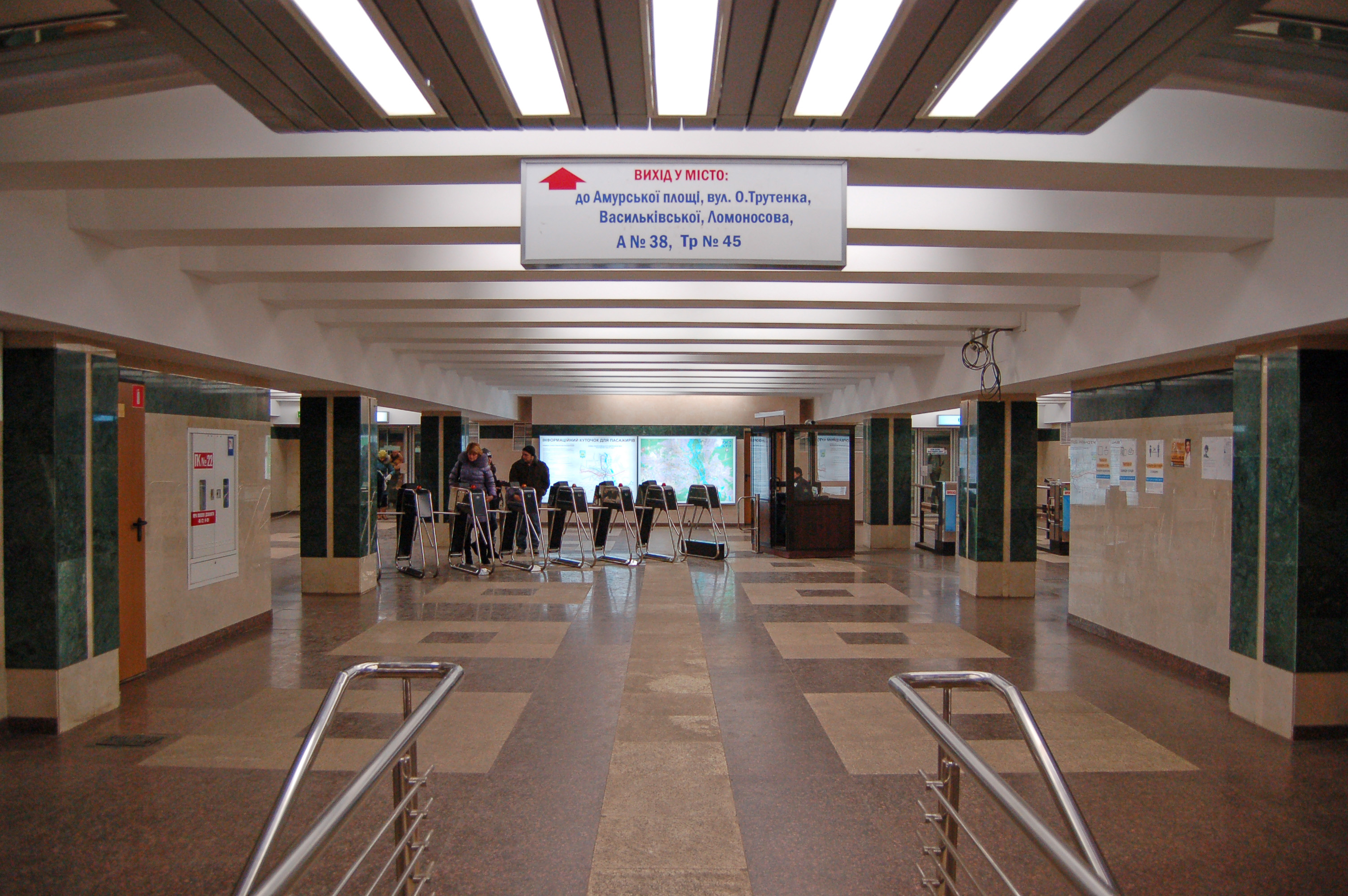
Кассовый зал
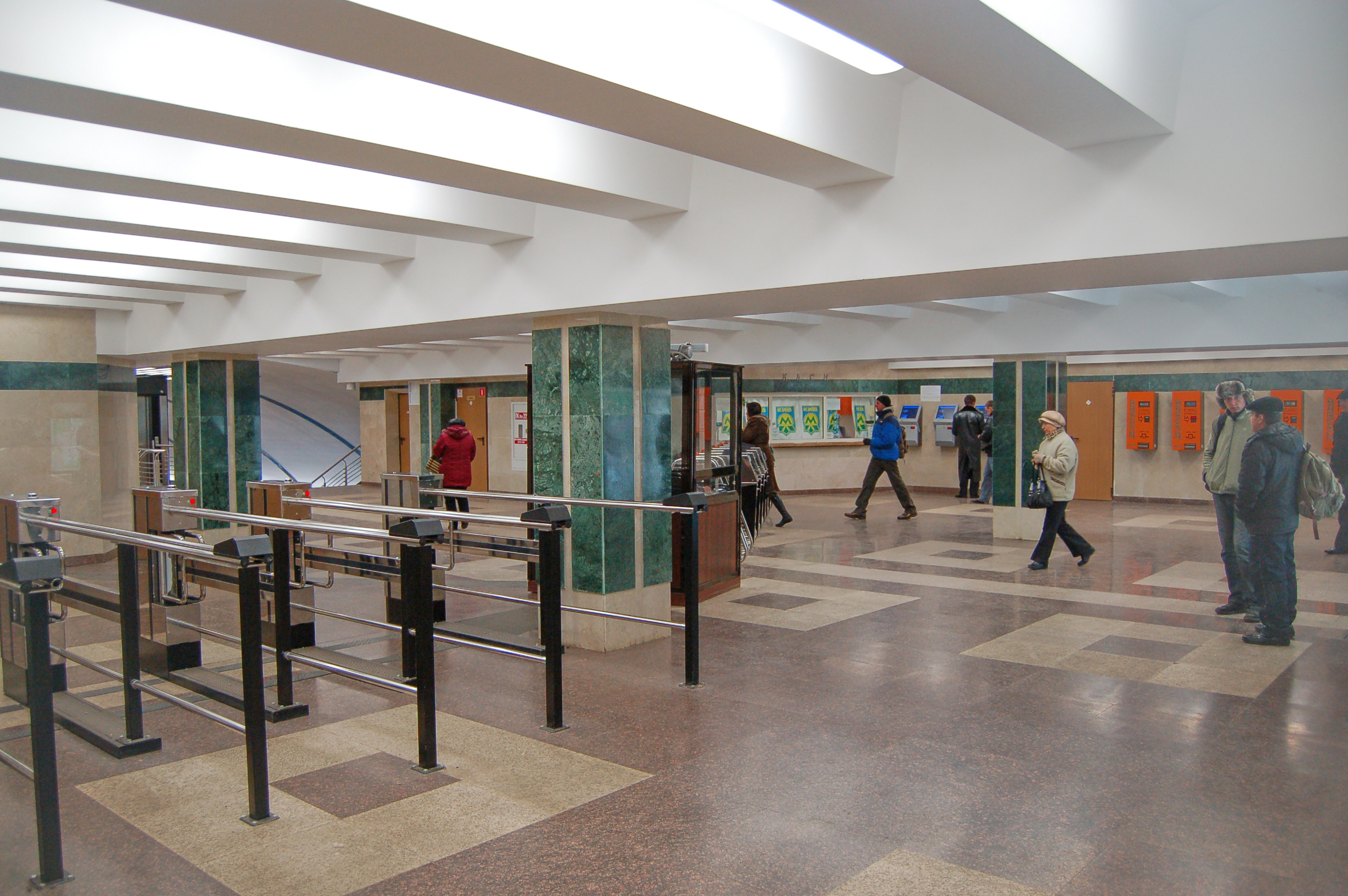
Кассовый зал
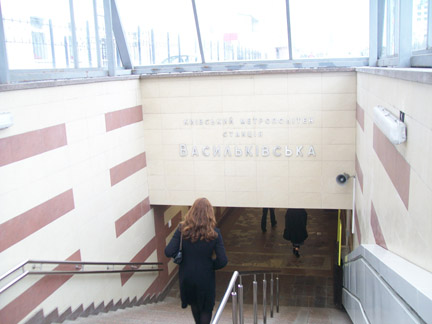
Выход в город

## Режим работы
Открытие — 05:53, закрытие — 22:32. В режиме бомбоубежища станция работает круглосуточно.
Отправление первого поезда в направлении:
- ст. «Героев Днепра» — 5:58
- ст. «Выставочный центр» — 5:59

Отправление последнего поезда в направлении:
- ст. «Героев Днепра» — 22:37
- ст. «Выставочный центр» — 22:58